# FOSSASIA
FOSSASIA是幫助自由和開源技術開發者和maker（創客或製客）的非營利組織。它由Hong Phuc Dang和Mario Behling成立。 FOSSASIA的目的是發展和套用開源技術以配合社會轉變，並把重點放在亞洲用戶。FOSSASIA峰會在每年農曆新年後一個月舉行。

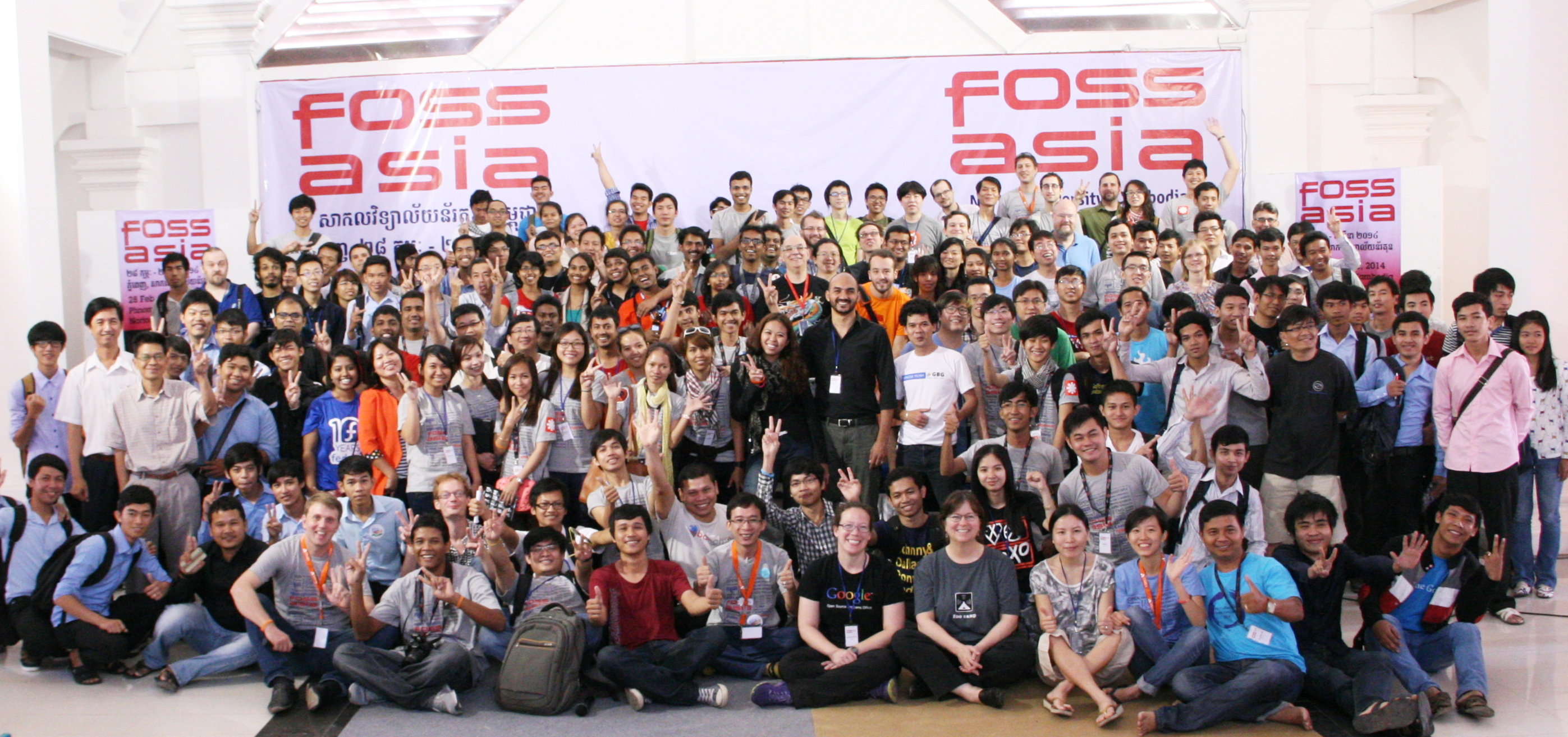
FOSSASIA 2014

## FOSSASIA的項目
FOSSASIA的項目包括開源硬件，設計，圖像及軟件。該組織為不同項目，組織會議及編程活動提供資源及資金。

## FOSSASIA Summit / FOSSASIA 峰會
一年一度的FOSSASIA峰會是亞洲首屈一指的自由和開放源碼技術盛會。該峰會從2009年開始舉行。以往的舉辦地點包括柬埔寨和越南，近年多在新加坡舉辦。

## FOSSASIA 2015 主辦人員
Mario Behling
來自德國柏林，曾在Europa-Universität Viadrina Frankfurt (Oder)主修訊息服務。他曾經在GNOME.Asia,  Paiwastoon Networking Services Ltd. 及 FOSS Bridge工作。現在工作於MeshCon, FOSSASIA, 及MBM International。他亦是MeshCon的組織者。
Hong Phuc Dang
就讀於University of Wales, Singapore Campus， 主修市場營銷和廣告。她曾經在GNOME.Asia, Chau Hopital及GIZ
工作。現工作於Hotel Xoai, HP Dang Consulting 及 FOSSASIA。她亦是FOSSASIA的活動主管。
Harish Pillay
就讀於俄勒岡州立大學，主修計算機軟件，目前住在新加坡。他曾經在新加坡民防部隊, Inquisitive Mind Pte Ltd及Brokat Asia工作。現在他為Red Hat，  Maringo Tree Technologies Pte Ltd及FOSSASIA工作。
Justin Lee
就讀於University of Waterloo，主修計算機軟件，目前住在新加坡。他曾工作於黑莓，Contentshare Pte Ltd及InCampus Pte Ltd。他現在於Freelance, hackerspace.sg, Tech65.org 及FOSSASIA工作。
Walter Heck
就讀於Hogeschool Zuyd，出生於荷蘭海牙地區，主修信息技術和服務。他曾為OpenQuery, Tribly及Triphopping.com工作。他目前正在為OlinData和FOSSASIA工作。他是OlinData的創始人。OlinData是為二十多個國家提供開源科技的服務。

## 歷史

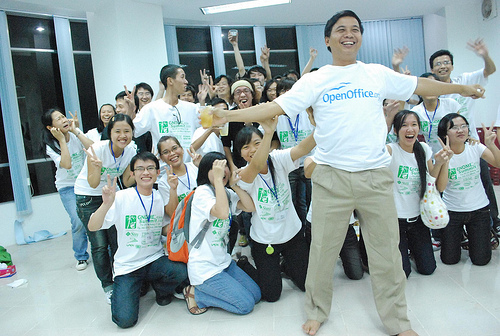
FOSSASIA GNOME.Asia 聚會 2009

由團隊FOSSASIA舉辦的第一個活動是2009年GNOME.Asia，在三天的活動裏，有1400人參加和138名志願者。60%參加者是女性。
FOSSASIA峰會(FOSSASIA Summit)的想法是基於在2009年的成功。

### 2010

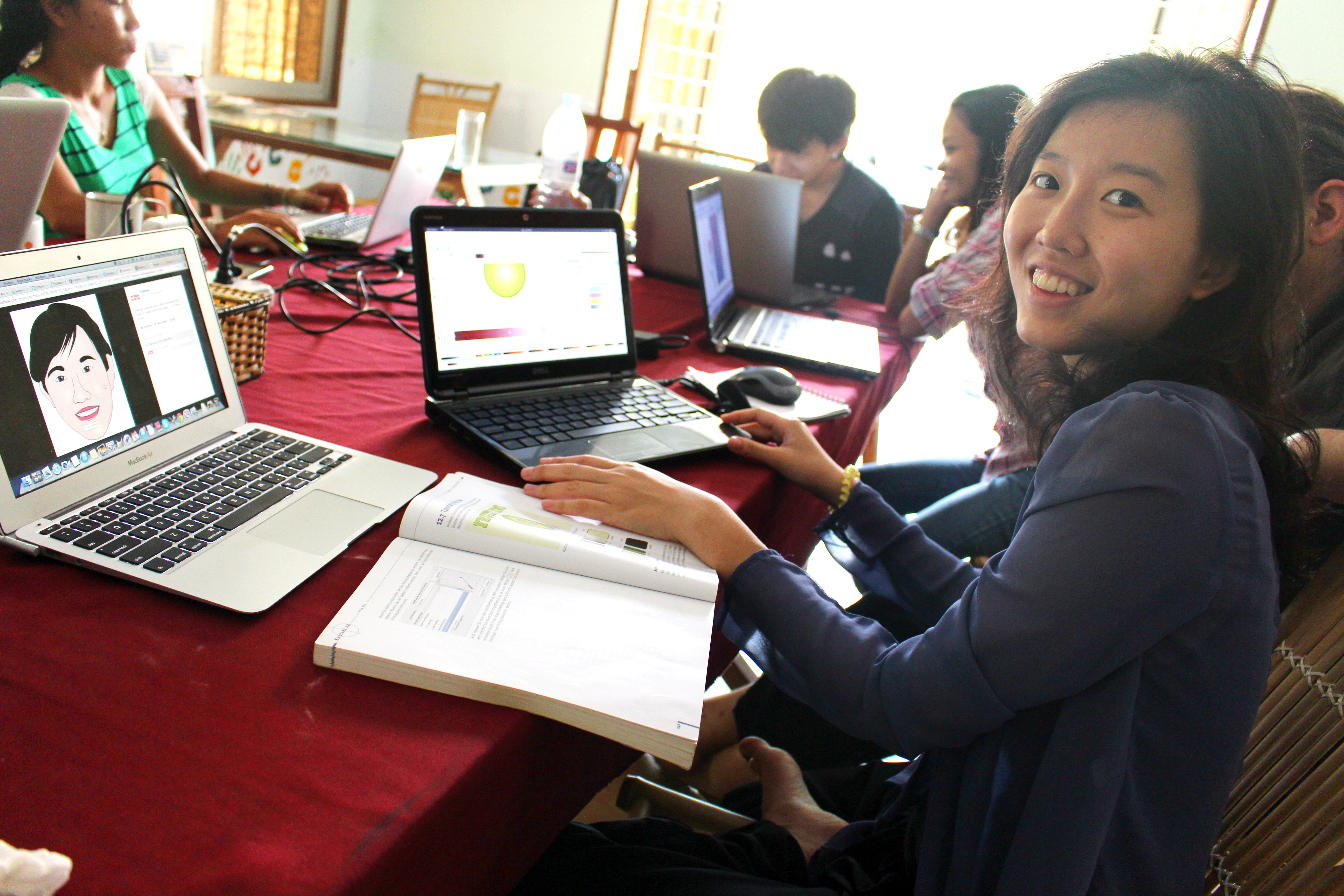
Hong Phuc Dang參加Inkscape工作坊

FOSSASIA Summit 2010 在十一月12－14月於胡志明市Raffles College舉行。重點是「輕量級計算」和「女性參與IT」。重要的發言者包括Jon Phillips（來自Open Clip Art Library， Inkscape聯合創始人），Jan Suhr（來自Crypto-Stick），Pierros Papadeas（Fedora開發人員），Dietrich Ayala（Mozilla開發人員）及Michael Howden（來自Sahana Eden）。

### 2011
FOSSASIA Summit 2011在十一月12－12月於胡志明市Van Lang University舉行。Davide Storti（來自UNESCO開源部門），
Jonas Smedegaard（Debian開發者），Sven Berg Ryen（來自Drupal），Justin Lee（手機開發者及Geekcamp Singapore籌委）。

### 2012
FOSSASIA Open Design Weeks於2012年不同的地點和時間在越南舉行。活動的目的是促進共享圖形設計，Libre Graphics，自由和開放源碼軟件，開放內容，FashionTec項目及介紹製作者社區。講者包括Pierre Marchand（Scribus開發這和藝術家），Alexandre Leray（平面設計師），Stephanie Villayphou（媒體設計師），及Pierre Huyghebaert（排版和動畫設計師和Hammerfonts的創始人之一）。

### 2014

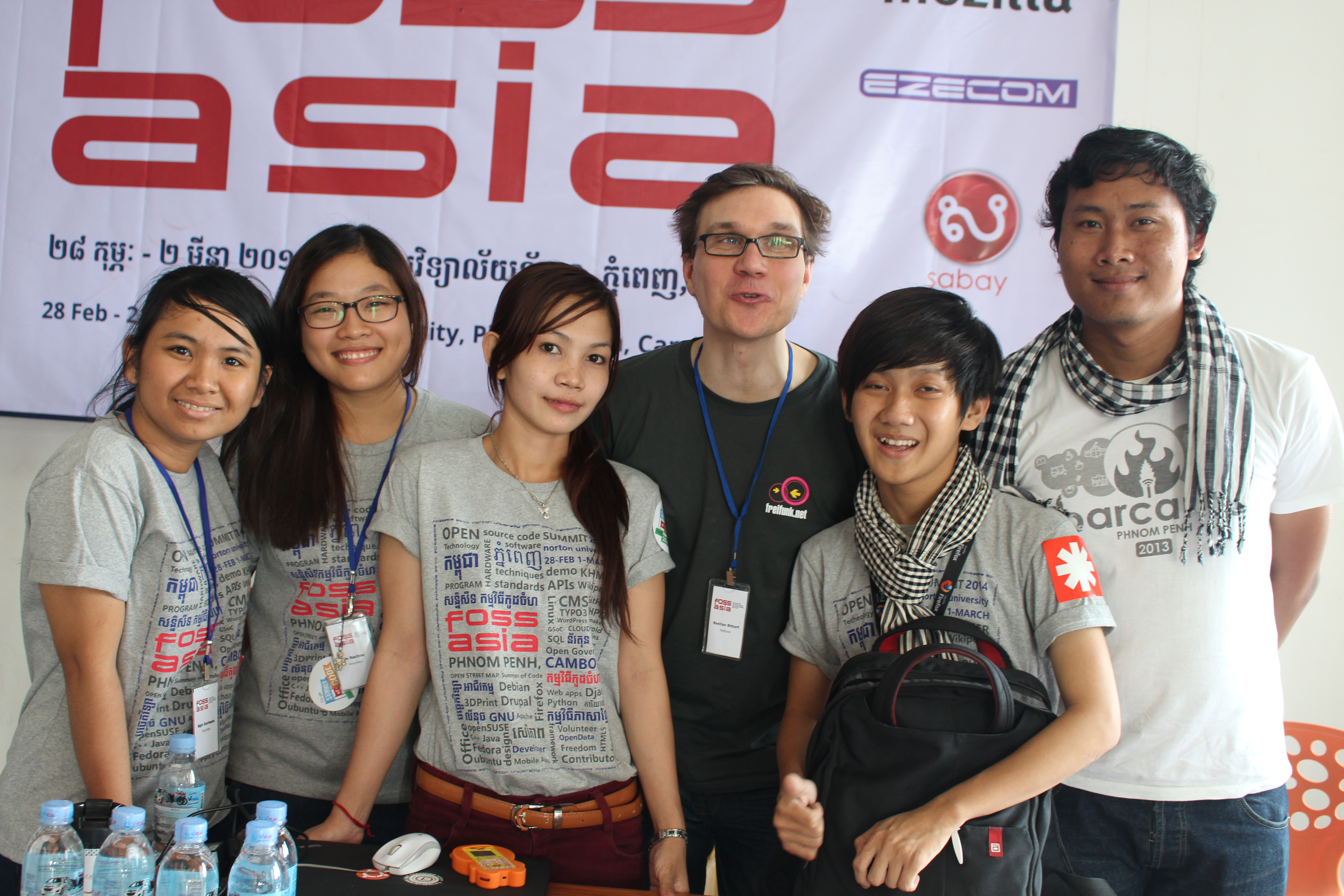
FOSSASIA Volunteers 2014

FOSSASIA Summit 於2014年二月28日至三月2日在柬埔寨金邊舉行.活動有超過800與會者71國際演講嘉賓，121講座，工作坊和面板。演講者包括Colin Charles（MariaDB社區經理），Cat Allman（Google開源經理），Dominik Stankowski（TYPO3基金會董事會成員），Chia-liang Kao（開放數據社區）和Bastian Bittorf（Freifunk）。

### 2015
FOSSASIA Summit 2015在三月13日至15日于新加坡的Biopolis Matrix and Launchpad Campus 71和79栋举行。演讲嘉宾包括Lennart Poettering（Pulse Audio 和systemd主要開發員），Kushal Das (Python Software Foundation主席)，André Rebentisch （FFII董事會成員）及Julien Lavergne（ Lubuntu 項目）。活动的内容涵盖了智慧城市设计，大数据和开源软件及硬件。FOSSASIA 2015的活动由Google，mySQL，RedHat，Treasure Data，Python，Uptime，Mozilla，MBM，Internet Society和Oracle所赞助。

### 2016
FOSSASIA Summit 2016在三月18日至20日于新加坡科学馆(Science Centre Singapore)举行。参与者来自37个国家。与会的演讲者包括Cat Allman（Google开源经理），Davide Storti（来自UNESCO开源部门）， Mike McQuaid（GitHub软件工程师），Colin Charles（MariaDB主要宣传者），Ricky Setyawan（MySQL在新加坡，马来西亚，印度尼西亚，文莱和巴基斯坦等地的首席销售顾问）。FOSSASIA 2016由Red Hat，Google，GitHub，MySQL，Hewlett-Packard Enterprise，gandi.net，General Assembly和Internet Society Singapore所赞助。

### 2017
FOSSASIA Summit 2017预计会于三月17日至19日再一次的在新加坡科学馆(Science Centre Singapore)举行。本次活动的主题包括硬件，软件和图像设计等等。届时，将会有包括开源软件，DevOps，硬件，互联网与社会，健康与公民科学等15个展区。除此之外，一个专门为儿童设立的科技展区也会在FOSSASIA 2017所举办的那个周末对年轻的参会者开放。目前，FOSSASIA 2017的赞助者包括MBM International和FFII。

### 2018
FOSSASIA Summit 2018 於2018年三月22至25日，共四天活動，於新加坡終身學習研究所(Lifelong Learning Institute) 舉辦，本次活動主題為個人語音助理、區塊鏈、雲端、智能。活動內容為一般演講、展場（贊助商、社群（包含開源社群及學生社群）聯合攤位）、黑客松（和UNESCO Asia-Pacific合辦），頒發Codeheat Award，Cloud實戰練習，專為年輕的程式開發者專屬的活動，及諸多networking聚會等，總共超過200場的活動。主要贊助者包含DAIMLER(Daimler_AG) 及Google Cloud(Google_Cloud_Platform)等。

## FOSSASIA 編程活動
FOSSASIA舉辦一些編程活動和參與Google Summer of Code（2011開始）和Google Code-In（2014開始）。